# 1959 في الصين
فيما يلي قوائم الأحداث التي وقعت خلال عام 1959 في الصين.

## سياسة

### تعيين في المنصب
- 27 أبريل – سونغ تشينغ لينغ نائب رئيس جمهورية الصين الشعبية.
- 27 أبريل – ليو شاوتشي رئيس جمهورية الصين الشعبية.
- 17 سبتمبر – لين بياو وزير الدفاع الوطني [الإنجليزية]‏.

### انتهاء فترة المنصب
- 18 أبريل – ليو شاوتشي رئيس اللجنة الدائمة للمجلس الوطني لنواب الشعب [الإنجليزية]‏.
- 27 أبريل – ماو تسي تونغ رئيس جمهورية الصين الشعبية.

## مواليد

### نوفمبر
- 5 نوفمبر – تيريزا مو ممثلة صينية.

## وفيات

### نوفمبر
- 1 نوفمبر – زانغ شينغ هوي (مواليد 1871) سياسي صيني.